# Andruskó Attila
Andruskó Attila (szerbül: Атила Андрушко / Atila Andruško) (Zenta, 1980. október 12. –) szerbiai születésű magyar labdarúgó, a Kozármisleny SE középpályása.

## Pályafutása
2006-ban letette a magyar állampolgári esküt.
Andruskó Attila a bundabotrány egyik gyanúsítottja. A vád szerint a 2009. április 21-i Budapest Honvéd – Siófok labdarúgó-kupa mérkőzést a német bundabotrány központi figurájával megkötött megállapodás szerint befolyásolta a mérkőzés eredményét.